# Abernant
Abernant ist ein gemeindefreies Gebiet im Tuscaloosa County im Bundesstaat Alabama in den Vereinigten Staaten. Das U.S. Census Bureau hat bei der Volkszählung 2020 eine Einwohnerzahl von 12.906 ermittelt.

## Geographie
Abernant liegt im Zentrum Alabamas im Süden der Vereinigten Staaten. Es befindet sich etwa 100 Kilometer östlich der Grenze zu Mississippi.
Nahegelegene Orte sind unter anderem Lake View (4 km östlich), Woodstock (6 km südlich), Brookwood (7 km westlich) und McCalla (10 km östlich). Nächste größere Stadt ist mit 212.000 Einwohnern das etwa 38 Kilometer nordöstlich entfernt gelegene Birmingham.

## Geschichte
Abernant erhielt seinen Namen von einer Familie, die in dem Gebiet Grund besaß. Seit 1902 besteht hier ein Postamt.

## Verkehr
Abernant liegt an der Alabama State Route 216, die das Gebiet unter anderem mit Tuscaloosa und Bucksville verbindet. Etwa 7 Kilometer südöstlich verlaufen auf identischer Trasse der Interstate 20, der vom Westen Texas’ bis nach South Carolina verläuft, sowie der Interstate 59, der von Louisiana im Süden nach Georgia im Norden verläuft. In Birmingham besteht Anschluss an die Interstates 22, 65 und 459.